# Jim Clark (autocoureur)

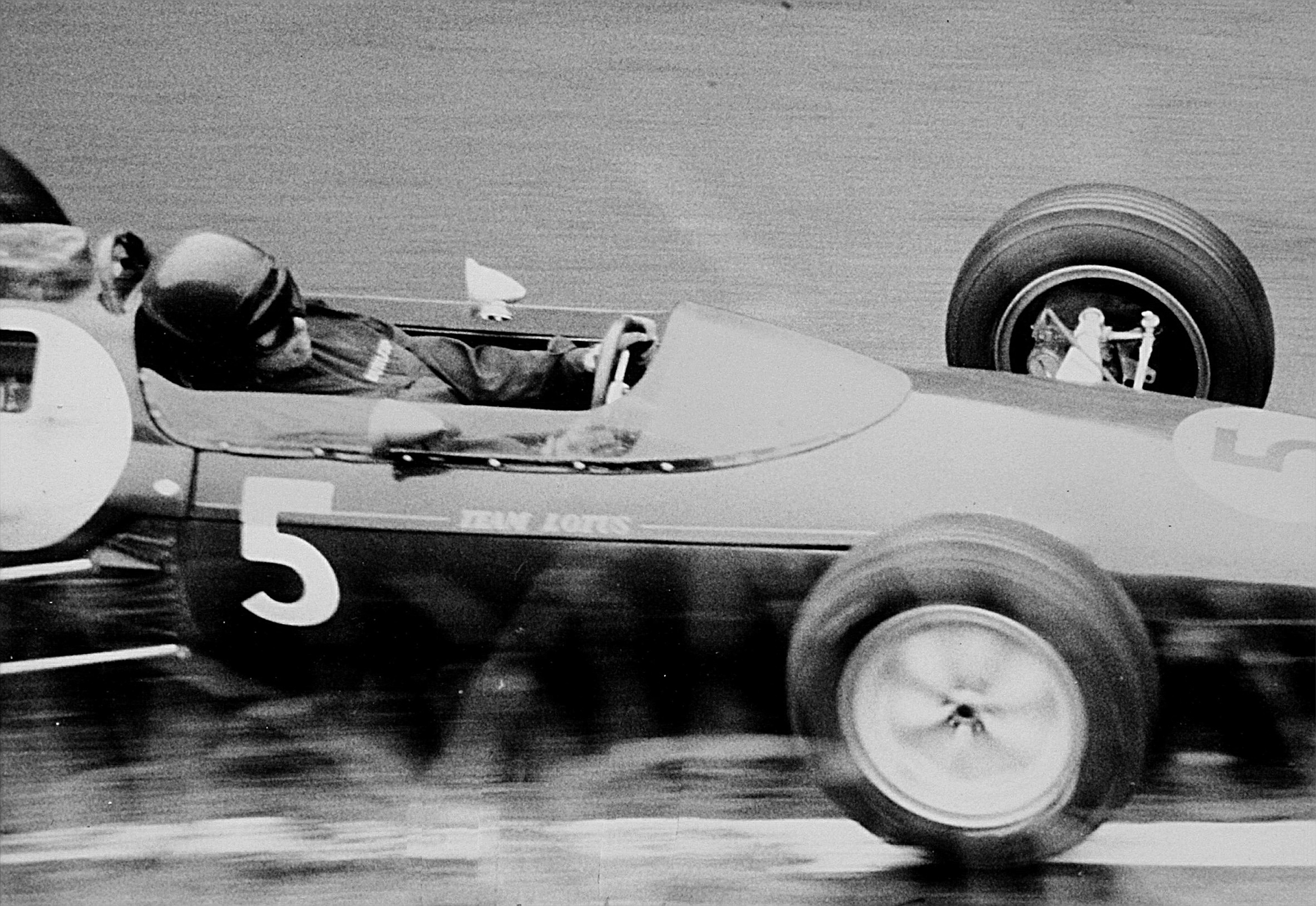
Jim Clark in 1962

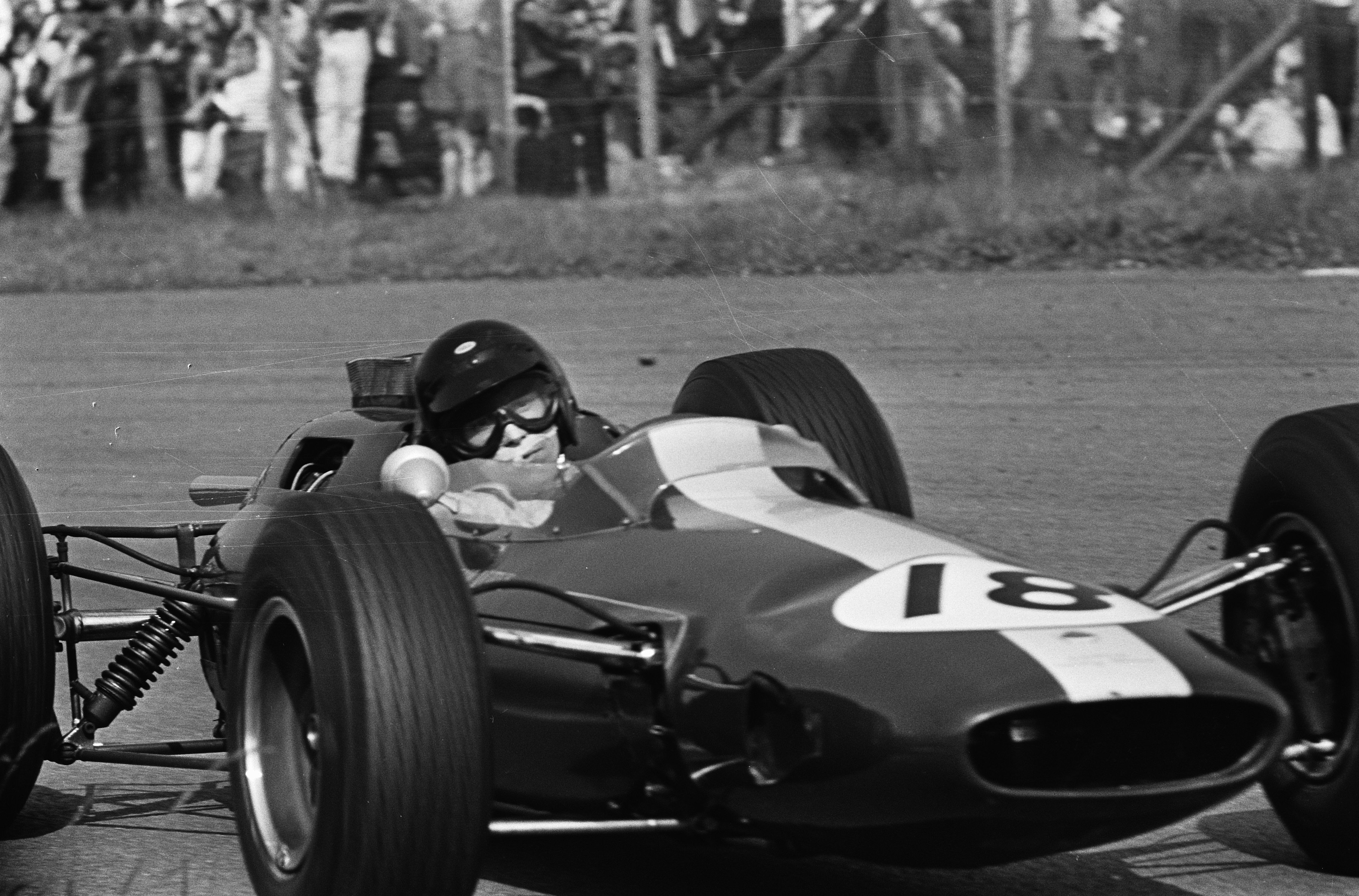
Jim Clark in een Lotus tijdens de GP van Nederland 1964.

James Clark jr. OBE, beter bekend als Jim Clark (Kilmany (Schotland), 4 maart 1936 – Hockenheim (Duitsland), 7 april 1968) was een Brits Formule 1-coureur. Hij werd wereldkampioen in 1963 en 1965.

## Loopbaan

### Eerste successen
Oorspronkelijk was Clark een schapenboer uit Schotland, maar al snel viel zijn grote racetalent op bij teameigenaren. Zijn eerste GP in de Formule 1 was de Grand Prix van Nederland op het Circuit Zandvoort op 6 juni 1960. Clark kwalificeerde zich als elfde en viel in de race in de 42ste ronde uit met transmissieproblemen. In zijn tweede wedstrijd, de Grand Prix van België op het circuit van Spa-Francorchamps, reed hij met een vijfde plek voor het eerst in de punten. In Reims herhaalde hij die prestatie. Zijn eerste podiumplaats behaalde hij bij de GP van Portugal, achter Bruce McLaren en winnaar Jack Brabham. Hij sloot het seizoen af als elfde in de ranglijst. Eenmaal opgenomen in Team Lotus van Colin Chapman, boekte hij hiermee successen.

### Eerste wereldtitel
In het jaar 1963 won Clark zeven van de tien GP's en werd voor het eerst kampioen met 54 punten (alleen de beste zes resultaten telden mee). Tweede eindigde Richie Ginther en derde Graham Hill, beiden uitkomend voor BRM. Dat jaar nam hij ook voor de eerste maal deel aan de Indianapolis 500, waarin hij als tweede eindigde.
In 1964 wint Jim Clark de GP's van Nederland, België en die van Groot-Brittannië op het circuit van Brands Hatch. Uiteindelijk wordt hij derde achter de wereldkampioen John Surtees in de Ferrari en Graham Hill in de BRM. Clark is in dat jaar ook actief in het BTCC (British Touring Car Championship) en verovert het kampioenschap met een Ford Cortina. Totaal wint hij acht wedstrijden in het BTCC.

### Tweede wereldtitel
Het jaar 1965 was een succesvol jaar met zes Grand Prix overwinningen en bovendien ook nog winst in de Indianapolis 500. Clark werd kampioen met 54 punten, tweede werd Graham Hill met 47 punten en derde de Schot Jackie Stewart met 34 punten, beiden uitkomend voor BRM.
Het seizoen 1966 was minder succesvol met slechts één overwinning: de GP van Amerika op het circuit van Watkins Glen International. Clark eindigde als zesde met zestien punten in het kampioenschap.
In 1967 won Clark vier GP's en werd derde met 41 punten achter Jack Brabham en kampioen Denny Hulme.

### Dodelijk ongeluk

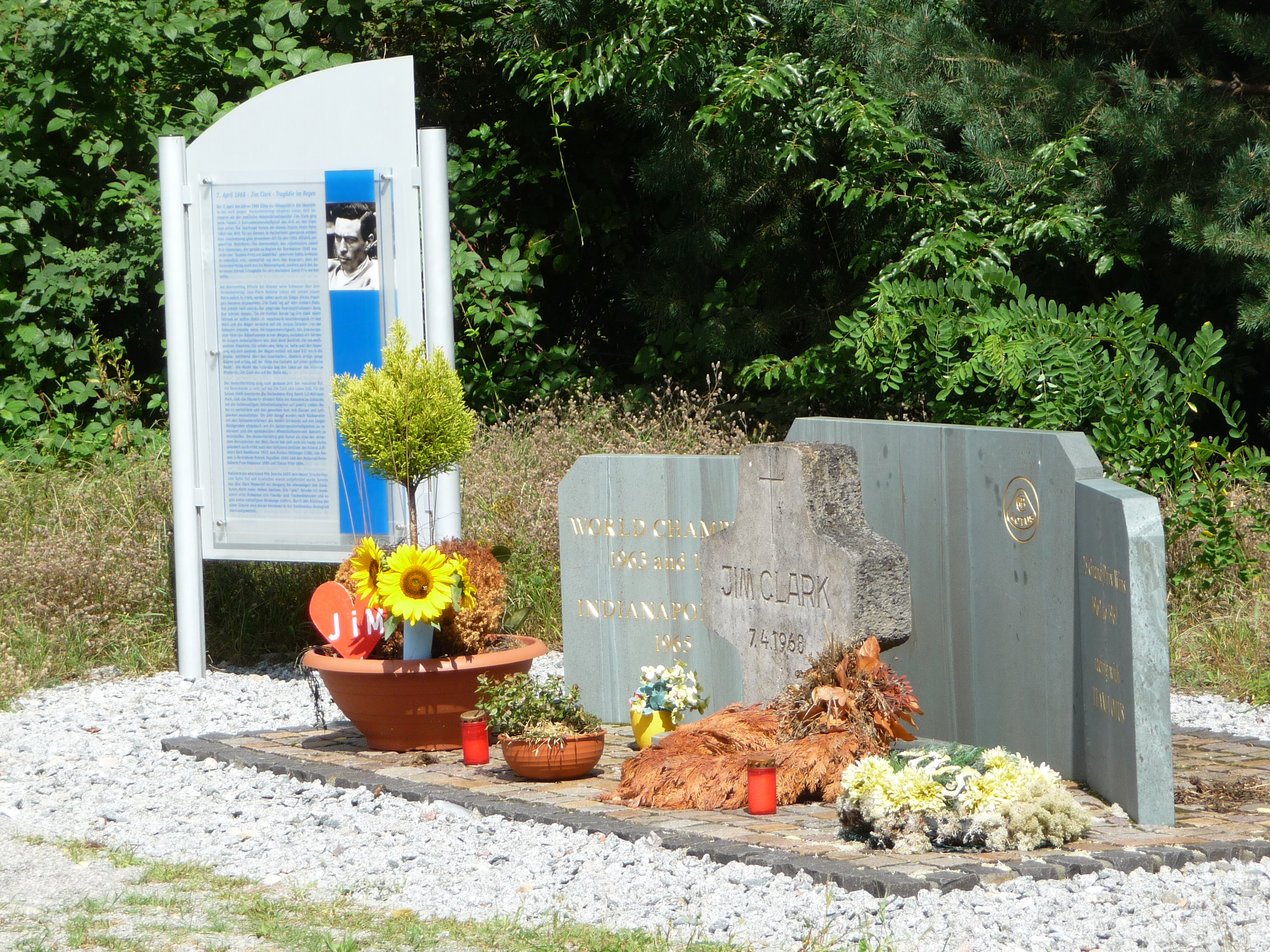
Monument in Hockenheim

In 1968 schreef hij één GP op zijn naam, die van Zuid-Afrika op het circuit van Kyalami. Dit zou tevens zijn laatste overwinning blijken. Jim Clark kwam om het leven in een Lotus 48 bij een ongeval tijdens een Formule 2-race op het Duitse circuit van Hockenheim in 1968. Een kapotte band of wielnaaf was vermoedelijk de oorzaak dat zijn auto nagenoeg op topsnelheid oncontroleerbaar werd en tegen een boom tot stilstand kwam.

### Beste autoracer van zijn tijd
Met de Lotus 25 en 33 werden de wereldtitels Formule 1 behaald. Clark werd beschouwd als de beste autoracer van zijn tijd, vergelijkbaar met Juan Manuel Fangio in de jaren vijftig en Ayrton Senna in de vroege jaren negentig. Voor veel fans uit die periode stond hij tevens bekend als het prototype van de 'gentleman racer'.

## Formule 1 resultaten
| Seizoen | Team       | Chassis  | 1       | 2        | 3      | 4        | 5       | 6       | 7        | 8        | 9        | 10      | 11     | 12  |    | Rang |
| ------- | ---------- | -------- | ------- | -------- | ------ | -------- | ------- | ------- | -------- | -------- | -------- | ------- | ------ | --- | -- | ---- |
| 1960    | Team Lotus | Lotus 18 | ARG     | MON      | 500    | NED DNF  | BEL 5   | FRA 5   | GBR 16   | POR 3    | ITA      | VST 16  |        |     | 10 | 10   |
| 1961    | Team Lotus | Lotus 21 | MON 10  | NED 3S   | BEL 12 | FRA 3    | GBR DNF | DUI 4   | ITA DNF  | VST 7    |          |         |        |     | 7  | 7    |
| 1962    | Team Lotus | Lotus 25 | NED 9   | MONDNFPS | BEL 1S | FRA DNFP | GBR1PS  | DUI 4   | ITA DNFP | VST1PS   | ZAFDNFPS |         |        |     | 2  | 2    |
| 1963    | Team Lotus | Lotus 25 | MON 8P  | BEL 1S   | NED1PS | FRA1PS   | GBR 1P  | DUI(2)P | ITA1S    | VST(3)S  | MEX1PS   | ZAF(1)P |        |     | 1  | 1    |
| 1964    | Team Lotus | Lotus 25 | MON4P   | NED1S    | BEL 1  | FRADNFP  | GBR1PS  | DUIDNF  | OOSDNF   | ITA DNF  | VST7PS   | MEX5PS  |        |     | 3  | 3    |
| 1965    | Team Lotus | Lotus 33 | ZAF1PS  | MON      | BEL1S  | FRA 1PS  | GBR1P   | NED1S   | DUI1PS   | ITA10PS  | VSTDNF   | MEXDNFP |        |     | 1  | 1    |
| 1966    | Team Lotus | Lotus 33 | MONDNFP | BELDNF   | FRADNS | GBR 4    | NED 3   | DUIDNFP | ITA DNF  | VST 1    | MEXDNF   |         |        |     | 6  | 6    |
| 1967    | Team Lotus | Lotus 49 | ZAF DNF | MONDNFS  | NED1S  | BEL6P    | FRADNF  | GBR1P   | DUIDNFP  | CANDNFPS | ITA3PS   | VST 1   | MEX1PS |     | 3  | 3    |
| 1968    | Team Lotus | Lotus 49 | ZAF1PS0 | SPA      | MON    | BEL      | NED     | FRA     | GBR      | DUI      | ITA      | CAN     | VST    | MEX | 11 | 11   |

### Overwinningen
| Nr. | Grand Prix                         | Jaar | Team       |
| --- | ---------------------------------- | ---- | ---------- |
| 1   | Grand Prix van België              | 1962 | Team Lotus |
| 2   | Grand Prix van Groot-Brittannië    | 1962 | Team Lotus |
| 3   | Grand Prix van de Verenigde Staten | 1962 | Team Lotus |
| 4   | Grand Prix van België              | 1963 | Team Lotus |
| 5   | Grand Prix van Nederland           | 1963 | Team Lotus |
| 6   | Grand Prix van Frankrijk           | 1963 | Team Lotus |
| 7   | Grand Prix van Groot-Brittannië    | 1963 | Team Lotus |
| 8   | Grand Prix van Italië              | 1963 | Team Lotus |
| 9   | Grand Prix van Mexico              | 1963 | Team Lotus |
| 10  | Grand Prix van Zuid-Afrika         | 1963 | Team Lotus |
| 11  | Grand Prix van Nederland           | 1964 | Team Lotus |
| 12  | Grand Prix van België              | 1964 | Team Lotus |
| 13  | Grand Prix van Groot-Brittannië    | 1964 | Team Lotus |
| 14  | Grand Prix van Zuid-Afrika         | 1965 | Team Lotus |
| 15  | Grand Prix van België              | 1965 | Team Lotus |
| 16  | Grand Prix van Frankrijk           | 1965 | Team Lotus |
| 17  | Grand Prix van Groot-Brittannië    | 1965 | Team Lotus |
| 18  | Grand Prix van Nederland           | 1965 | Team Lotus |
| 19  | Grand Prix van Duitsland           | 1965 | Team Lotus |
| 20  | Grand Prix van de Verenigde Staten | 1966 | Team Lotus |
| 21  | Grand Prix van Nederland           | 1967 | Team Lotus |
| 22  | Grand Prix van Groot-Brittannië    | 1967 | Team Lotus |
| 23  | Grand Prix van de Verenigde Staten | 1967 | Team Lotus |
| 24  | Grand Prix van Mexico              | 1967 | Team Lotus |
| 25  | Grand Prix van Zuid-Afrika         | 1968 | Team Lotus |

- 1950 G. Farina
- 1951 J. M. Fangio
- 1952 A. Ascari
- 1953 A. Ascari
- 1954 J. M. Fangio
- 1955 J. M. Fangio
- 1956 J. M. Fangio
- 1957 J. M. Fangio
- 1958 M. Hawthorn
- 1959 J. Brabham
- 1960 J. Brabham
- 1961 P. Hill
- 1962 G. Hill
- 1963 J. Clark
- 1964 J. Surtees
- 1965 J. Clark
- 1966 J. Brabham
- 1967 D. Hulme
- 1968 G. Hill
- 1969 J. Stewart
- 1970 J. Rindt
- 1971 J. Stewart
- 1972 E. Fittipaldi
- 1973 J. Stewart
- 1974 E. Fittipaldi
- 1975 N. Lauda
- 1976 J. Hunt
- 1977 N. Lauda
- 1978 M. Andretti
- 1979 J. Scheckter
- 1980 A. Jones
- 1981 N. Piquet
- 1982 K. Rosberg
- 1983 N. Piquet
- 1984 N. Lauda
- 1985 A. Prost
- 1986 A. Prost
- 1987 N. Piquet
- 1988 A. Senna
- 1989 A. Prost
- 1990 A. Senna
- 1991 A. Senna
- 1992 N. Mansell
- 1993 A. Prost
- 1994 M. Schumacher
- 1995 M. Schumacher
- 1996 D. Hill
- 1997 J. Villeneuve
- 1998 M. Häkkinen
- 1999 M. Häkkinen
- 2000 M. Schumacher
- 2001 M. Schumacher
- 2002 M. Schumacher
- 2003 M. Schumacher
- 2004 M. Schumacher
- 2005 F. Alonso
- 2006 F. Alonso
- 2007 K. Räikkönen
- 2008 L. Hamilton
- 2009 J. Button
- 2010 S. Vettel
- 2011 S. Vettel
- 2012 S. Vettel
- 2013 S. Vettel
- 2014 L. Hamilton
- 2015 L. Hamilton
- 2016 N. Rosberg
- 2017 L. Hamilton
- 2018 L. Hamilton
- 2019 L. Hamilton
- 2020 L. Hamilton
- 2021 M. Verstappen
- 2022 M. Verstappen
- 2023 M. Verstappen
- 2024 M. Verstappen